# Tveta härads valkrets
Tveta härads valkrets var vid riksdagsvalen till andra kammaren 1896–1908 en egen valkrets med ett mandat. Häradet ingick tidigare i Tveta, Vista och Mo härads valkrets. Valkretsen avskaffades inför riksdagsvalet 1911 och uppgick då i Jönköpings läns västra valkrets.

## Riksdagsmän
- Johan Anderson, lmp (1897–1899)
- Wilhelm Spånberg, lib s (1900–1902)
- Erik Räf, vilde 1903–1905 (1903–1911)

## Valresultat

### 1896
| Andrakammarvalet i Sverige 1896: Tveta härads valkrets | Andrakammarvalet i Sverige 1896: Tveta härads valkrets | Andrakammarvalet i Sverige 1896: Tveta härads valkrets | Andrakammarvalet i Sverige 1896: Tveta härads valkrets | Andrakammarvalet i Sverige 1896: Tveta härads valkrets |
| Kandidat                                               | Kandidat                                               | Röster                                                 | Röster                                                 | Röster                                                 |
| Kandidat                                               | Kandidat                                               | Antal                                                  | %                                                      | +− %                                                   |
| ------------------------------------------------------ | ------------------------------------------------------ | ------------------------------------------------------ | ------------------------------------------------------ | ------------------------------------------------------ |
|                                                        | Johan Anderson                                         | 735                                                    | 59,1                                                   |                                                        |
|                                                        | Wilhelm Spånberg (frisinnad)                           | 273                                                    | 21,9                                                   |                                                        |
|                                                        | Övriga kandidater                                      | 236                                                    | 19,0                                                   | —                                                      |
| Antal giltiga röster                                   | Antal giltiga röster                                   | 1 244                                                  |                                                        |                                                        |
| Kasserade röster                                       | Kasserade röster                                       | 9                                                      |                                                        |                                                        |
| Totalt                                                 | Totalt                                                 | 1 253                                                  |                                                        |                                                        |

### 1899
| Andrakammarvalet i Sverige 1899: Tveta härads valkrets | Andrakammarvalet i Sverige 1899: Tveta härads valkrets | Andrakammarvalet i Sverige 1899: Tveta härads valkrets | Andrakammarvalet i Sverige 1899: Tveta härads valkrets | Andrakammarvalet i Sverige 1899: Tveta härads valkrets |
| Kandidat                                               | Kandidat                                               | Röster                                                 | Röster                                                 | Röster                                                 |
| Kandidat                                               | Kandidat                                               | Antal                                                  | %                                                      | +− %                                                   |
| ------------------------------------------------------ | ------------------------------------------------------ | ------------------------------------------------------ | ------------------------------------------------------ | ------------------------------------------------------ |
|                                                        | Wilhelm Spånberg                                       | 664                                                    | 48,9                                                   | ▲27,0                                                  |
|                                                        | Johan Anderson                                         | 518                                                    | 38,2                                                   | ▼20,9                                                  |
|                                                        | Övriga kandidater                                      | 175                                                    | 12,9                                                   | —                                                      |
| Antal giltiga röster                                   | Antal giltiga röster                                   | 1 357                                                  |                                                        |                                                        |
| Kasserade röster                                       | Kasserade röster                                       | 7                                                      |                                                        |                                                        |
| Totalt                                                 | Totalt                                                 | 1 364                                                  |                                                        |                                                        |

### 1902
| Andrakammarvalet i Sverige 1902: Tveta härads valkrets | Andrakammarvalet i Sverige 1902: Tveta härads valkrets | Andrakammarvalet i Sverige 1902: Tveta härads valkrets | Andrakammarvalet i Sverige 1902: Tveta härads valkrets | Andrakammarvalet i Sverige 1902: Tveta härads valkrets |
| Kandidat                                               | Kandidat                                               | Röster                                                 | Röster                                                 | Röster                                                 |
| Kandidat                                               | Kandidat                                               | Antal                                                  | %                                                      | +− %                                                   |
| ------------------------------------------------------ | ------------------------------------------------------ | ------------------------------------------------------ | ------------------------------------------------------ | ------------------------------------------------------ |
|                                                        | Erik Räf                                               | 946                                                    | 53,8                                                   |                                                        |
|                                                        | Wilhelm Spånberg                                       | 812                                                    | 46,1                                                   | ▼2,8                                                   |
|                                                        | Övriga kandidater                                      | 2                                                      | 0,1                                                    | —                                                      |
| Antal giltiga röster                                   | Antal giltiga röster                                   | 1 760                                                  |                                                        |                                                        |
| Kasserade röster                                       | Kasserade röster                                       | 6                                                      |                                                        |                                                        |
| Totalt                                                 | Totalt                                                 | 1 766                                                  |                                                        |                                                        |

### 1905
| Andrakammarvalet i Sverige 1905: Tveta härads valkrets | Andrakammarvalet i Sverige 1905: Tveta härads valkrets | Andrakammarvalet i Sverige 1905: Tveta härads valkrets | Andrakammarvalet i Sverige 1905: Tveta härads valkrets | Andrakammarvalet i Sverige 1905: Tveta härads valkrets |
| Kandidat                                               | Kandidat                                               | Röster                                                 | Röster                                                 | Röster                                                 |
| Kandidat                                               | Kandidat                                               | Antal                                                  | %                                                      | +− %                                                   |
| ------------------------------------------------------ | ------------------------------------------------------ | ------------------------------------------------------ | ------------------------------------------------------ | ------------------------------------------------------ |
|                                                        | Erik Räf                                               | 1 380                                                  | 71,8                                                   | ▲18,0                                                  |
|                                                        | K.A. Bergström i Huskvarna                             | 532                                                    | 27,7                                                   |                                                        |
|                                                        | Övriga kandidater                                      | 10                                                     | 0,5                                                    | —                                                      |
| Antal giltiga röster                                   | Antal giltiga röster                                   | 1 922                                                  |                                                        |                                                        |
| Kasserade röster                                       | Kasserade röster                                       | 3                                                      |                                                        |                                                        |
| Totalt                                                 | Totalt                                                 | 1 925                                                  |                                                        |                                                        |

### 1908
| Andrakammarvalet i Sverige 1908: Tveta härads valkrets | Andrakammarvalet i Sverige 1908: Tveta härads valkrets | Andrakammarvalet i Sverige 1908: Tveta härads valkrets | Andrakammarvalet i Sverige 1908: Tveta härads valkrets | Andrakammarvalet i Sverige 1908: Tveta härads valkrets |
| Kandidat                                               | Kandidat                                               | Röster                                                 | Röster                                                 | Röster                                                 |
| Kandidat                                               | Kandidat                                               | Antal                                                  | %                                                      | +− %                                                   |
| ------------------------------------------------------ | ------------------------------------------------------ | ------------------------------------------------------ | ------------------------------------------------------ | ------------------------------------------------------ |
|                                                        | Erik Räf (höger)                                       | 1 564                                                  | 58,1                                                   | ▼13,7                                                  |
|                                                        | Alfred Dalin (liberal)                                 | 1 125                                                  | 41,8                                                   |                                                        |
|                                                        | Övriga kandidater                                      | 2                                                      | 0,1                                                    | —                                                      |
| Antal giltiga röster                                   | Antal giltiga röster                                   | 2 691                                                  |                                                        |                                                        |
| Kasserade röster                                       | Kasserade röster                                       | 1                                                      |                                                        |                                                        |
| Totalt                                                 | Totalt                                                 | 2 692                                                  |                                                        |                                                        |